# Luis II el Joven
Luis II el Joven, también llamado Luis II de Italia o Luis II del Sacro Imperio (825-12 de agosto de 875) fue rey de Italia desde el año 844 hasta el 855, mismo año del tratado de Prüm en la que dicho reino sería independiente de Francia Media tras el Tratado de Verdún. Fue emperador carolingio sobre Italia desde 855 hasta 875, y rey de Provenza desde 863.

## Inicio de su reinado
Luis, que era el primogénito del matrimonio del emperador Lotario I con Ermengarda de Tours, se convirtió en rey de Italia en el año 839 y fue coronado como tal en Roma por el papa Sergio II el 15 de junio de 844. Sin embargo, no fue rey efectivo de Italia hasta que su coronación imperial en Roma por el papa León IV en la pascua del año 850. Gobernaba Italia de forma independiente para el año 851, cuando se casó con una noble italiana, probablemente de la familia franca de los supónidas, llamada Engelberga. 

## Gobierno en Italia
La autoridad del rey de Italia sobre sus nobles (francos y lombardos), así como sobre obispos y abades, nunca fue muy fuerte. Además, el Ducado de Spoleto, la Toscana y la Marca del Friuli se habían constituido como fuertes poderes seculares, ajenos al Papado. Si Luis II actuó en los asuntos de Roma o del ducado de Spoleto, no fue tanto como soberano sino como aliado de sus habitantes en sus luchas contra el enemigo común, los musulmanes. En 846 el rey reunió un ejército para librar Roma del saqueo a que estaba siendo sometida por parte de piratas sarracenos, pero estos abandonaron la ciudad cuando tuvieron noticia de ello. La primavera siguiente el rey pudo contar con la ayuda de su padre, el emperador Lotario I, en una nueva campaña en la que tampoco se alcanzaron resultados.
El año de su coronación (850) como coemperador marchó al sur de la península para arbitrar una paz entre los duques lombardos Radalgiso y Siconulfo, que rivalizaban por la posesión del Principado de Benevento con la ayuda de mercenarios sarracenos, que estaban arrasando las tierras del sur de Italia. La mediación del coemperador Luis II el Joven forzó la división del territorio del Principado en dos: Radalgiso se quedó con la parte norte, junto con su capital Benevento, y Siconulfo fue instituido príncipe independiente de los territorios del sur, con Salerno como capital, que formaron el nuevo Principado de Salerno. Los mercenarios árabes de Radalgiso, que ya no eran necesarios para él, fueron alegremente traicionados por su empleador y masacrados por las tropas imperiales.
Poco después, de vuelta a Roma, Luis sofocó algunas revueltas contra el papa León y convocó una Dieta en Pavía. En diciembre de 853, el emperador confirmó como príncipe de Salerno al regente Pedro, usurpador de la dinastía de Siconulfo que tres años antes había ayudado a crear en el sur de Italia.

## Emperador
A la muerte de su padre Lotario I en septiembre de 855, rigió como emperador único, aunque en el reparto de los dominios de su padre, realizado en octubre de 856 por los tres hermanos –Luis, Lotario y Carlos– en Orbe (palacio-fortaleza al sur del Jura y a unos 20 km al norte de Lausana, en la actual Suiza), no pudo obtener ningún territorio fuera de Italia, solo el título imperial que ya disfrutaba. Ello despertó su descontento, por lo que en 857 se alió con su tío, el rey de Francia Orientalis Luis el Germánico, contra su propio hermano Lotario II (heredero de los territorios centroeuropeos de su padre [de Frisia a los montes del Jura] con el título de rey de Lotaringia) y contra su otro tío, Carlos el Calvo, rey de Francia Occidentalis. Pero después de que Luis II se asegurara de la elección como papa de Nicolás I en 858, hizo las paces con su hermano Lotario II. En 859, Luis recibió algunos territorios de su hermano, al sur de las montañas del Jura (los dependientes de los obispados de Lausana, Ginebra y Sion, todos ellos en la Suiza actual), en agradecimiento por la asistencia que prestó a Lotario en sus esfuerzos por divorciarse de su esposa, Teutberga, ante el papa.

Territorios del emperador Luis II (en rosa) a la muerte de su hermano Carlos de Provenza (863)

En 863, al fallecer su hermano Carlos, le sucedió en el trono de Provenza. En 864 entró en colisión con el papa Nicolás I debido a sus esfuerzos por facilitar el divorcio de su hermano Lotario: los arzobispos que, por declarar ese matrimonio inválido, fueron depuestos por el papa que impulsaba la indisolubilidad del matrimonio católico, obtuvieron el apoyo del emperador, que llegó a Roma con un ejército en febrero de 864; sin embargo, al ser atacado por unas fiebres, Luis hizo las paces con el papa y dejó la ciudad.

## Los últimos diez años

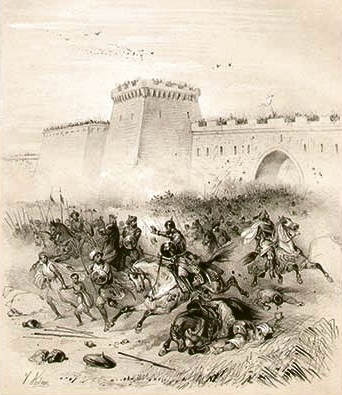
Tinted lithograph of emperor Louis II en captura de Bari en 871

En sus esfuerzos por restaurar el orden en Italia, Luis tuvo un notable éxito, tanto frente a los turbulentos príncipes italianos (la mayoría de origen franco o lombardo) como frente a los sarracenos, que estaban devastando el sur de la península prácticamente desde el inicio de su reinado en Italia (que ya devastaron Roma en 846, saqueando las iglesias de San Pedro y de San Pablo). En 866 estuvo persiguiendo a bandas de sarracenos con base en Sicilia, Calabria o Bari, pero no pudo enfrentarse con ellos debido a que carecía de una flota que los contuviera mientras huían hacia sus bases en Sicilia. Así que en 869 Luis II se alió con el emperador bizantino Basilio I, que le envió barcos para asistirle en la captura de Bari, capital de un emirato islámico local, que sucumbió en 871.
Su hermano Lotario murió en 869 sin herederos legales, mientras Luis estaba ocupado en el sur de Italia, lo que le impidió luchar contra la partición de su reino de Lotaringia entre sus tíos Luis el Germánico y Carlos el Calvo, tal como la acordaron entre ellos por el Tratado de Mersen (870). Diferencias entre los dos emperadores oriental y occidental poco antes de la toma de Bari, que incluían el incumplimiento de la promesa de matrimonio entre la heredera de Luis II, su hija Ermengarda, y el heredero de Basilio I, su hijo Constantino, acabaron con la alianza de Luis y el Imperio bizantino.
Luis se había retirado a Benevento para preparar una campaña posterior en el sur de Italia cuando fue atacado a traición por Adalgiso, príncipe de Benevento. En agosto de 871 secuestró y puso en prisión al emperador, que había acantonado tropas imperiales en las principales fortalezas del Principado de Benevento. Cuando un mes más tarde, bandas de sarracenos invadieron el principado, Adalgiso liberó a Luis, no sin antes hacerle jurar que no tomaría venganza ni invadiría con su ejército el territorio del Principado de Benevento. De vuelta a Roma, se hizo liberar del forzado juramento por el papa Adriano II, y, teniendo noticia de que sus tíos, Luis el Germánico rey de Francia Orientalis y Carlos el Calvo rey de Francia Occidentalis, estaban planeando invadir el norte de Italia pensando que seguía preso en Benevento, se hizo coronar por segunda vez emperador el 18 de mayo de 872. Esta medida política de afirmar su título de emperador tuvo el éxito esperado, pues la invasión no se produjo.
A partir de entonces, Luis II el Joven se dedicó a guerrear contra los sarracenos en el sur de Italia, donde logró expulsarlos de Capua. Sin embargo, sus intentos de castigar la traición de Adalgiso de Benevento no tuvieron mucho éxito. De vuelta de una de sus campañas en el sur, Luis II se sintió enfermo y murió el 12 de agosto de 875 cerca de Ghedi (al norte de Italia). Fue enterrado en la iglesia de San Ambrosio de Milán, tras haber nombrado sucesor en Italia a su primo Carlomán, hijo de Luis el Germánico.
Tales disposiciones testamentarias no se cumplieron inmediatamente, pues su tío Carlos el Calvo, apoyado por el papa Juan VIII, viajó rápidamente a la península y fue coronado rey de Italia en Pavía y emperador en Roma el 29 de diciembre de 875. Solo a su muerte, el 6 de octubre de 877, pudo Carlomán conseguir la corona de Italia.

## Descendencia
Luis II el Joven se casó hacia el año 852 con Engelberga († entre 896-901), noble italiana de origen desconocido, aunque fuentes secundarias la hacen hija del supónida Adalgiso I, conde de Parma y duque de Spoleto. Luis le concedió el señorío del monasterio de San Salvador  de Brescia en el año 868. Después de la muerte de su marido, fue encarcelada y desterrada de Italia a un convento en Alamania por el emperador Carlos III el Gordo, debido al apoyo prestado a su yerno, Bosón de Provenza rey de la Baja Borgoña, en su lucha contra el emperador. Fue perdonada y volvió a Italia en octubre del año 882 y en el año 896 era abadesa del monasterio de San Sixto, en Plasencia (Piacenza, Emilia-Romaña), construido alrededor de un templo mandado edificar por ella misma en el 874. Tuvieron dos hijas:
- Gisela (entre el 852/855-† antes del 28 de abril de 868). Abadesa del Monasterio de San Salvador de Brescia a partir del año 861.
- Ermengarda de Provenza (entre el 852/855-† antes del 2 de junio de 896). En el año 876 fue la segunda esposa de Bosón de Provenza, conde de Vienne, duque y regente del emperador Carlos el Calvo en Provenza y más tarde (octubre de 879), coronado rey de la Baja Borgoña. El hijo de este matrimonio, Luis III el Ciego, nieto de Luis II, alcanzó también la dignidad imperial.

## Títulos
| Títulos Reales Carolingios |                                                          |                             |
| Predecesor: Lotario I      | Rey de Italia 844-875 junto a Lotario I (840-855)        | Sucesor: Carlos II el Calvo |
| Predecesor: Lotario I      | Emperador carolingio 850-875 junto a Lotario I (840-855) | Sucesor: Carlos II el Calvo |